# Александрович, Рамазан Мустафаевич
Рамаза́н Мустафа́евич Александро́вич (1900, Новогрудок, Минская губерния — 17 апреля 1938, Симферополь) — советский партийный и государственный деятель, педагог, нарком просвещения Крымской АССР в 1929—1930 и 1934—1937 годах.

## Биография
Родился в 1900 году в Новогрудке. В 1917 году окончил Симферопольскую татарскую учительскую семинарию.
Трудовую деятельность начал в качестве заведующего и учителя в татарской школе с. Отузы Феодосийского района с августа 1919 года до марта 1921 года. С апреля 1921 года по февраль 1922 года являлся заведующим отдела народного образования Ичкинского района. Одновременно с ноября 1921 года — на партийной работе в Судаке и Феодосии. Впоследствии перешёл на должность заведующего отдела культуры и пропаганды Ленинизма (Культпропа) Крымского обкома ВКП(б). В октябре 1929 года назначен наркомом просвещения Крымской АССР. 11 января 1930 года вместе с председателем СНК Крымской АССР А. А. Самединовым направил докладную записку в Совнарком и Наркомпрос РСФСР с просьбой о восстановлении университета в Крыму, в состав которого вошли бы четыре факультета, в том числе медицинский. Однако это не было разрешено в связи с отсутствием финансовой базы, а также нежеланием восстанавливать университет со старой профессурой. 
Входил в редакционную коллегию журнала «Большевик ёлу» («Большевистский путь»), органа Крымского ОК ВКП(б). С сентября 1930 по апрель 1934 года — на прежней должности в Крымском обкоме. В эти годы при непосредственном участии Александровича были ликвидированы Таврическое общество истории, археологии и этнографии и Бахчисарайский дворец-музей. В 1930—1933 годах учился в аспирантуре Крымского государственного педагогического института. В мае 1934 года во второй раз стал наркомом просвещения Крыма и лично занялся устранением неугодных кадров Крымского пединститута. Так, своих мест лишились преподаватели Акчокраклы, Деревицкий, Леманов, директор института Шумин и многие другие.
В мае 1937 года снят с должности как «участник буржуазной националистической группировки». В ноябре исключён из партии и арестован. Расстрелян 17 апреля 1938 года в Симферополе. Реабилитирован посмертно.